# Rolandswerth
Rolandswerth ist einer von sechs Ortsbezirken und zugleich einer von acht Ortsteilen der verbandsfreien Stadt Remagen im Landkreis Ahrweiler im Norden von Rheinland-Pfalz. Rolandswerth ist mit etwa 500 Einwohnern der kleinste Stadtteil der Stadt und liegt als nördlichster Ort des Landkreises Ahrweiler direkt an der Grenze zur Bundesstadt Bonn (Stadtteil Mehlem).

## Geographie

### Geographische Lage
Rolandswerth erstreckt sich am linken Rheinufer zwischen Mehlem im Nordwesten und Rolandseck im Süden, zu denen entlang der Bundesstraße 9 ein fließender Übergang besteht. Die Ortschaft umfasst Höhenlagen zwischen 54 m ü. NHN und 105 m ü. NHN, wobei sie sich nach Süden deutlich verjüngt. Naturräumlich liegt Rolandswerth am nordwestlichen Ausgang der Honnefer Talweitung des Mittelrheins, die sich hier jedoch durch ein Steilufer kennzeichnet, in den Godesberger Rheintaltrichter und damit in die Niederrheinische Bucht („Pforte von Rolandswerth“). Die Gemarkung von Rolandswerth reicht über das mehrheitlich bewaldete Oberwinterer Terrassen- und Hügelland auf den Rodderberg (196,7 m ü. NHN) und den Wilhelmsberg (172,9 m ü. NHN). Die südliche Grenze zur Gemarkung von Oberwinter wird durch den Rolandswerther Bach markiert, der zwischen Rolandswerth und Rolandseck in den Rhein mündet. Der Großteil der Insel Nonnenwerth gehört zur Gemarkung Rolandswerth. Dort befindet sich auch mit gut 50 m ü. NHN der niedrigste Punkt von Rheinland-Pfalz.

### Gliederung des Ortsbezirks
Zum Ortsbezirk Rolandswerth gehören auch die Wohnplätze Insel Nonnenwerth, Rodderberg, Rodderberghof, Rolandsbogen und Humboldturm.

## Geschichte
Die vermutlich erste urkundliche Erwähnung des heutigen Rolandswerth als Wirdt stammt aus dem Jahre 1422, als der Ort gemeinsam mit Mehlem und Lannesdorf genannt wurde. Die ältesten Gebäude im Bereich der späteren Ortschaft waren ein Hospital mit einer Kapelle (geweiht St. Nikolaus), die dem Kloster Rolandswerth auf der gleichnamigen Insel nahestanden und deren Geschichte bis mindestens in das Jahr 1148 zurückreicht. Während des Burgundischen Krieges wurde das Hospital im Jahre 1476 zerstört und anschließend wieder errichtet. 1662 waren in Rolandswerth neben dem gleichnamigen Kloster die Abtei Altenberg mit einem Hof, das Kölner Domkapitel mit einem Kelterhaus, St. Maria im Kapitol mit einem Hof sowie das Kölner Stift St. Gereon und das Kloster St. Ursula begütert. 1670 umfasste Rolandswerth 23 Häuser. 1802 kam es im Zuge der Säkularisation zur Auflösung des Hospitals. Die schlichte, einschiffige und mit einem Dachreiter versehene Kapelle musste im Jahr 1817 dem Ausbau der Provinzialstraße weichen.
Der Kern der heutigen Ortschaft Rolandswerth hatte vor seiner Umbenennung den Namen Wittgen bzw. Wittchen (Flurname für Weiden), der spätestens bis Mitte des 19. Jahrhunderts in Gebrauch war. Urkundlich belegte Abwandlungen dieses Namens lauteten Im Weitgen, Witgen, Wirdt (Ersterwähnung) sowie Wydtgen. Bevor die auf Höhe des Ortes im Rhein gelegene Insel Nonnenwerth im 19. Jahrhundert ihre heutige Bezeichnung erhielt, trug sie ebenfalls den Namen Rolandswerth. Im dort gelegenen, orografisch linken Rheinarm fand bis zum Aufkommen der Dampfschifffahrt und insbesondere bis zum endgültigen Ausbau des mittleren Arms als Hauptfahrwasser für die Rheinschifffahrt Mitte des 18. Jahrhunderts die Bergfahrt statt. Der für die Bergfahrt benötigte, unmittelbar am Ufer verlaufende Leinpfad ist noch heute abschnittsweise erhalten.
Bis zum Ende des 18. Jahrhunderts gehörte Rolandswerth (damals auch Werth genannt) landesherrlich zum Kurfürstentum Köln und unterstand der Verwaltung des kurkölnischen Amtes (Godesberg-)Mehlem im Oberamt Bonn. Nach der Inbesitznahme des Linken Rheinufers durch französische Revolutionstruppen (1794) und der Übernahme der französischen Verwaltungsstrukturen (1798) wurde Rolandswerth der Mairie Remagen im Kanton Remagen zugeordnet. Nach den Beschlüssen des Wiener Kongresses war Rolandswerth ab 1816 Teil der Bürgermeisterei Remagen, die zum Kreis Ahrweiler gehörte. Im Laufe des 19. Jahrhunderts erfuhr die Ortschaft, auch durch die Verlängerung der linksrheinischen Eisenbahnstrecke zum Bahnhof Rolandseck 1858, ein spürbares Wachstum. Sie wurde zum Zweitwohnsitz zahlreicher Geschäftsleute aus Köln und Umgebung und erhielt eine eigene Schule, deren Neubau im Jahre 1832 durch eine katholische Hauskollekte ermöglicht wurde.
Im Zuge der in der zweiten Hälfte der 1960er-Jahre begonnenen Kommunal- und Gebietsreform in Rheinland-Pfalz sprach sich der Gemeinderat von Rolandswerth am 18. Dezember 1968 für eine Eingliederung in die benachbarte, damals noch eigenständige Stadt Bad Godesberg anstatt der vom Landesgesetz vorgesehenen Eingliederung in die Stadt Remagen aus. Dazu wurde ein Gebietsänderungsvertrag zwischen beiden Gemeinden ausgearbeitet, dem der Stadtrat von Bad Godesberg am 5. Februar 1969 zustimmte. Die Umsetzung dieses Vertrags wurde durch das Gesetz zur kommunalen Neugliederung des Raums Bonn des Landes Nordrhein-Westfalen verhindert, im Rahmen dessen Bad Godesberg am 1. August 1969 selbst in die neugebildete Stadt Bonn eingegliedert wurde.
Einwohnerentwicklung
| Jahr | Einwohner |
| ---- | --------- |
| 1816 | 245       |
| 1828 | 280       |
| 1843 | 331       |
| 1885 | 459       |
| 1910 | 725       |
| 1969 | 923       |

## Politik

### Ortsbezirk
Am 7. Juni 1969 wurde die bis dahin eigenständige Gemeinde Rolandswerth in die Stadt Remagen eingegliedert.
Der Ortsbezirk Rolandswerth wird von einem Ortsbeirat und einem Ortsvorsteher vertreten.

### Ortsbeirat
Der Ortsbeirat besteht aus sieben Mitgliedern, die bei der Kommunalwahl am 9. Juni 2024 in einer Mehrheitswahl gewählt wurden, und dem ehrenamtlichen Ortsvorsteher als Vorsitzendem. Bis zur Wahl 2014 wurde der Rat in einer personalisierten Verhältniswahl gewählt, da zwei Wahlvorschläge eingereicht wurden.
Die Sitzverteilung im Ortsbeirat:
| Wahl | CDU               | FBL               | Gesamt  |
| ---- | ----------------- | ----------------- | ------- |
| 2024 | per Mehrheitswahl | per Mehrheitswahl | 7 Sitze |
| 2019 | per Mehrheitswahl | per Mehrheitswahl | 7 Sitze |
| 2014 | 2                 | 5                 | 7 Sitze |
| 2009 | 3                 | 4                 | 7 Sitze |

- FBL = Freie Bürgerliste Remagen e. V.

### Ortsvorsteher
Michael Berndt (FBL) wurde am 24. Juli 2014 Ortsvorsteher von Rolandswerth. Bei der Direktwahl am 26. Mai 2019 wurde er mit einem Stimmenanteil von 79,03 % und am 9. Juni 2024 als einziger Bewerber mit 73,6 % jeweils für weitere fünf Jahre in seinem Amt bestätigt.
Berndts Vorgänger Rudolf Schönenborn war bereits in der Anfangszeit der vorangegangenen Wahlperiode zurückgetreten, daher hatte der Stellvertretende Ortsvorsteher  Christoph Delseith das Amt fast über die gesamte Periode bis zur Neuwahl 2014 ausgeübt.

## Sehenswürdigkeiten

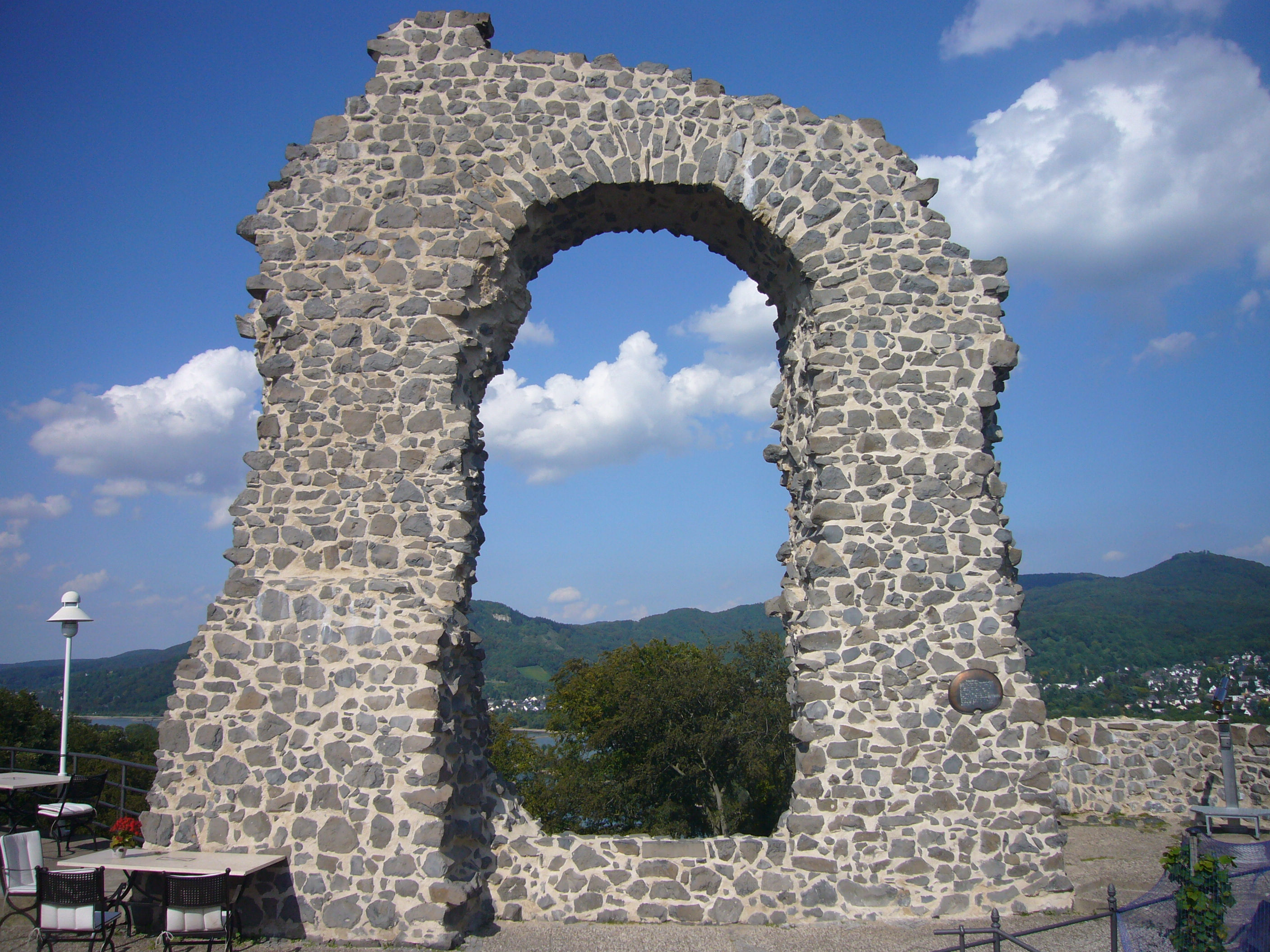
Rolandsbogen (2011)

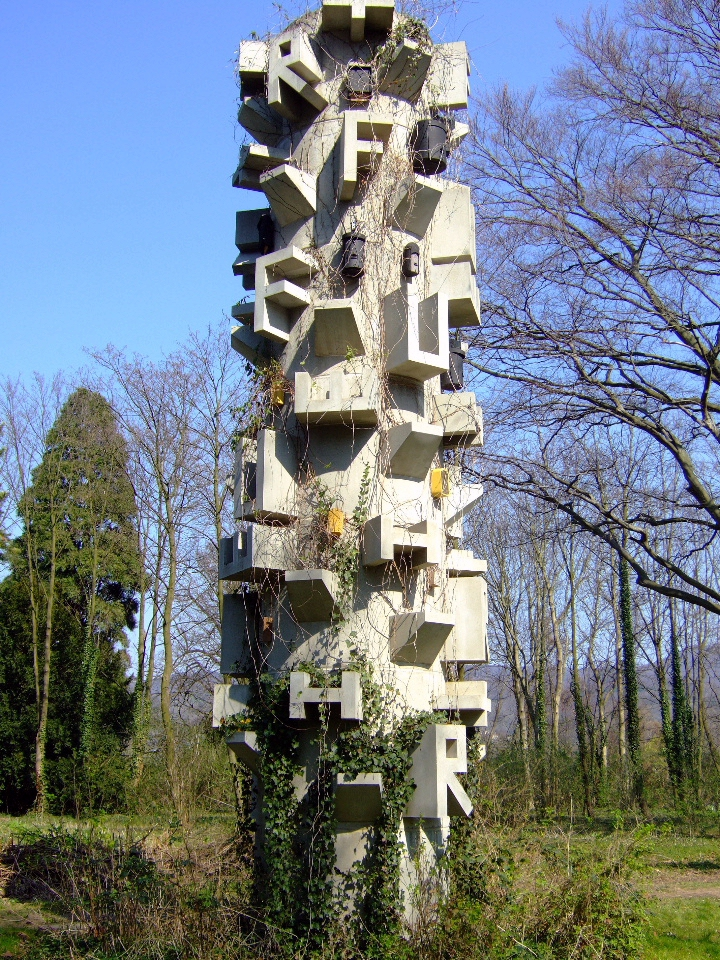
Bittermann & Duka: Geheime Gärten Rolandswerth

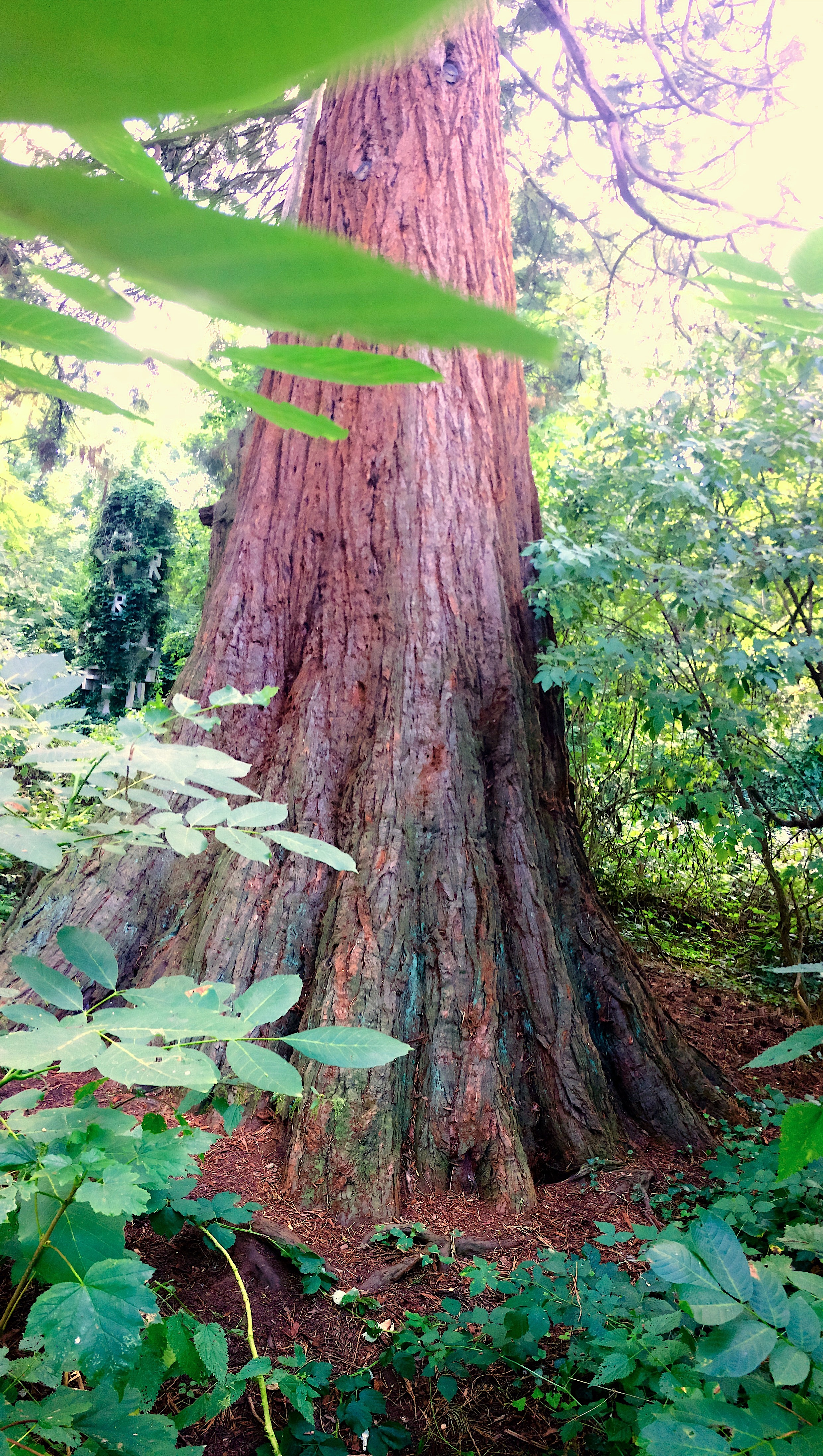
Riesenmammutbaum im Hentzenpark Rolandswerth

Zu den Sehenswürdigkeiten des Stadtteils zählt der Rolandsbogen, ein Artefakt der mittelalterlichen Burg Rolandseck. Am Aufstieg zum Rolandsbogen befindet sich das Freiligrath-Denkmal, das dem Dichter Ferdinand Freiligrath gewidmet ist. Die katholische Kapelle „Mariä Unbefleckte Empfängnis“ in Rolandswerth ist ein Backsteinbau aus dem Jahre 1865, der 1937 umfassend erweitert wurde. Die Mainzer Straße (B 9) wird am Südrand Rolandswerths am Übergang zu Rolandseck von einigen herrschaftlichen Anwesen aus dem 19. Jahrhundert gesäumt, darunter die Villa Rolandseck aus dem Jahre 1888, der Rolandshof und das ehemalige Hotel Rolandseck-Groyen (1955–1975 Sitz der sowjetischen Botschaft mit seiner KGB-Residentur).
Eine weitere Sehenswürdigkeit in Rolandswerth stellt der „Hentzenpark“ zwischen Bundesstraße 9 und Rheinufer dar, der zwei Hektar umfasst und auf das Ende des 19. Jahrhunderts zurückgeht. Hier schufen die Künstler Duka und Bittermann die Geheimen Gärten Rolandswerth, eröffnet im Jahre 2004. Sie sind Teil des Skulpturenufers Remagen.
Die Villa an der Mainzer Straße 28/30 aus dem 19. Jahrhundert war nach 1949 Residenz des stellvertretenden französischen Hochkommissars und anschließend bis zum Jahreswechsel 1971/72 der sowjetischen Botschaft (s. o.). Dort wurden zwischen dem sowjetischen Botschafter Walentin Falin, dem amerikanischen Botschafter Kenneth Rush und Egon Bahr Grundlagen des Viermächteabkommens über Berlin (1972) erarbeitet. Da die Villa aufgrund einer regelmäßigen Überflutung des Grundstücks baufällig zu werden drohte, erfolgte um 1974 der Abriss.
Darüber hinaus ist die Insel Nonnenwerth zu erwähnen, die nicht öffentlich zugänglich ist. Sie beherbergte bis 2021/22 ein Kloster mit einem privaten Gymnasium.

## Fremdenverkehr
Rolandswerth verfügt über einen direkt am Rhein gelegenen Campingplatz.

## Wirtschaft
Rolandswerth ist Sitz des Max Brockhaus Musikverlages.